# خانه برومند گز
خانه برومند گز مربوط به دوره قاجار است و در گز، کوی محله نو، خیابان سپاه، جنب  فرهنگسرای ادیب برومند واقع شده و این اثر در تاریخ ۳۰ تیر ۱۳۸۴ با شمارهٔ ثبت ۱۲۲۹۸ به‌عنوان یکی از آثار ملی ایران به ثبت رسیده است.